# Грачёвка (Харьковская область)
Грачёвка, устар. Грачовка (укр. Грачівка) — село в Ольховатской сельской общине Купянского района Харьковской области Украины.
Код КОАТУУ — 6321485507. Население по переписи 2001 г. составляло 140 (62/78 м/ж) человек.

## Географическое положение
Село Грачёвка находится у истоков реки Плотва возле балки Зибаровка,
примыкает к сёлам Лобановка и
Купино.

## История
- 1699 — дата основания. Согласно "Истории городов и сёл УССР" 1976 года, основано во второй половине 17 века.[1]
- С довоенного времени село было админцентром в Грачёвском сельсовете; после 1977 сельсовет был ликвидирован. К нему относились сёла Грачёвка, Гусевка, Ивашкино, Комиссарово, Купино, Лобановка, Попельное, Потихоново, Устиновка и Широкое.[1]
- В 1976 году в селе были 97 дворов и 278 человек населения.[1]
- При СССР в селе работала второй участок колхоза «Россия», центральная усадьба которого находилась в Чёрном;[1], участок специализировался на откорме крупного рогатого скота (крс). Во втором отделении было 2567 га сельхозугодий, из которых 2136 пахотной земли.[1]
- До 17 июля 2020 года село входило в Чёрненский сельский совет, Великобурлукский район, Харьковская область.

## Экономика
- В селе при СССР была молочно-товарная ферма.

## Объекты социальной сферы
- Школа I—II ст.

## Достопримечательности
- Братская могила советских воинов.